# Georg Minde-Pouet
Adolf Julius Georg Minde-Pouet (* 5. Juni 1871 in Berlin; † 20. Januar 1950 ebenda) war ein deutscher Germanist und Bibliothekar. Er leitete als Direktor die Dresdner Städtischen Sammlungen und die Deutsche Bücherei in Leipzig.

## Leben
Georg Minde-Pouet wuchs in Berlin auf. Nach seiner Schulzeit am Französischen Gymnasium in Berlin studierte er ab 1890 Germanistik, Romanische Philologie, Kunstgeschichte sowie Philosophie an der Berliner Friedrich-Wilhelms-Universität. Hier schloss er sich der Studentenverbindung Landsmannschaft Spandovia an. 1895 folgte bei Erich Schmidt die Promotion mit dem Thema „Sprache und Stil Heinrich von Kleists“.
Nach seinem Wehrdienst begann Minde-Pouet 1897 als Volontär an den Königlichen Museen in Berlin zu arbeiten. Von 1898 bis 1903 war er in Posen tätig, zuerst als wissenschaftlicher Hilfsarbeiter, ab 1901 als Assistent, später als Direktoralassistent, an der Posener Landesbibliothek und am Provinzialmuseum, das 1902 in Kaiser-Friedrich-Museum umbenannt wurde. 1903 wechselte er nach Bromberg, wo er als erster Bibliothekar die Stadtbibliothek aufbaute und leitete. An der Bromberger Kunst- und Handwerkerschule hatte er außerdem einen Lehrauftrag und bekam 1911 den Professorentitel verliehen.
Am 1. Juli 1913 wurde Minde-Pouet zum Direktor der Städtischen Sammlungen in Dresden bestellt. Die Sammlungen umfassten das Ratsarchiv, die Stadtbibliothek, das Stadt-, Körner- und das Schillingmuseum. Minde-Pouet veranlasste eine Neuorganisation mit einer zentralen Verwaltung der Sammlungen. Von 1915 bis 1917 nahm er am Ersten Weltkrieg teil. In der Zeit hatte er bei der Archivverwaltung des Generalgouvernements Warschau die Warschauer Archive auf Quellenmaterial zur sächsisch-polnischen Geschichte zu sichten.
Am 1. Mai 1917 wurde Minde-Pouet zum Direktor der im Aufbau befindlichen Deutschen Bücherei berufen. Es gelang ihm, eine Auflösung der jungen Bibliothek wegen unzureichender Zuschüsse der Unterhaltsträger (Freistaat Sachsen, Stadt Leipzig und Börsenverein der Deutschen Buchhändler) zu verhindern, indem er ab 1919 finanzielle Zuschüsse durch das Deutsche Reich erreichte. Schließlich konnte in seiner Amtszeit das Reich Anfang 1923 als zusätzlicher, ständiger Kostenträger gewonnen und so das Weiterbestehen der Deutschen Bücherei dauerhaft sichergestellt werden. Am 10. Oktober 1923 legte Minde-Pouet sein Amt nieder und schied aus. Aufgrund von moralischen und sittlichen Vergehen hatte er am 23. Oktober 1923 den Entwurf eines Rücktrittsgesuchs beim Börsenverein unterzeichnet. Auf Pensionsansprüche musste er verzichten.

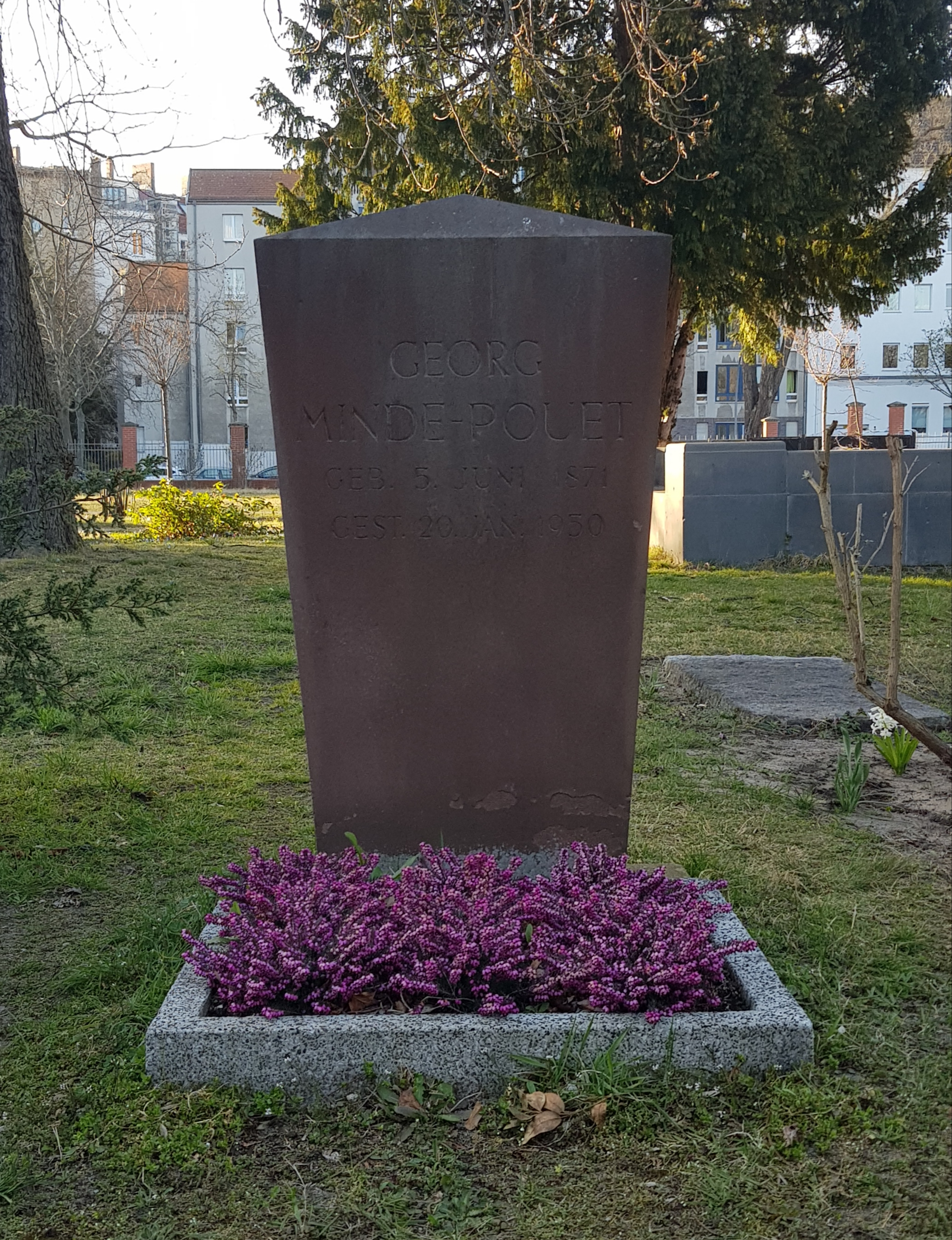
Grab Georg Minde-Pouets im März 2022

1928 wurde Minde-Pouet als Hilfsarbeiter von der Preußischen Staatsbibliothek angestellt und wirkte dort bei der Erstellung der Bibliographie der deutschen Universitäten mit. Zwischen 1930 und 1931 war er beim Aufbau der Bibliothek des Deutschen Museums München beteiligt. Danach kehrte er zur Preußischen Staatsbibliothek zurück und schied mit dem Erreichen der Altersgrenze am 31. März 1937 aus. Im April 1933 trat Minde-Pouet in die NSDAP ein (Mitgliedsnummer 2.849.498). Von 1938 bis 1945 hatte er eine Stelle an der Preußischen Akademie der Wissenschaften in Berlin, in der er als Mitherausgeber den ersten Band einer „Neuen Folge“ von Karl Goedekes „Grundriß zur Geschichte der Deutschen Dichtung“ bearbeitete. Seit 1921 war der Kleistforscher Vorsitzender der Kleist-Gesellschaft und Herausgeber von Kleists Werken. Er war Freimaurer und u. a. Mitglied der Berliner Freimaurerloge Zur Verschwiegenheit.
Sein Grab befindet sich auf dem Kirchhof II der Französisch-Reformierten Gemeinde in Berlin-Mitte.

## Nachlass
Der wissenschaftliche Nachlass, eine umfangreiche Kleist-Sammlung, darunter eine Kollektion von wissenschaftlichen Aufsätzen, Artikeln und Rezensionen zum Thema Kleist (67 sogenannte „Kleistiana-Bände“), zahlreichen Erstausgaben des Dichters, 1.300 Bände des Handapparates von Minde-Pouet, wurde nach seinem Tod von der Amerika-Gedenkbibliothek übernommen. 1996 wurde diese einzigartige Kleist-Sammlung von Berlin nach Frankfurt (Oder) überführt, wo sie der Kleist-Gedenk- und Forschungsstätte zur wissenschaftlichen Bearbeitung übergeben wurde.

## Familie
Minde-Pouet heiratete im Jahr 1899 Marie Lemmen. Das Ehepaar hatte drei Töchter.